# David Haunfelder

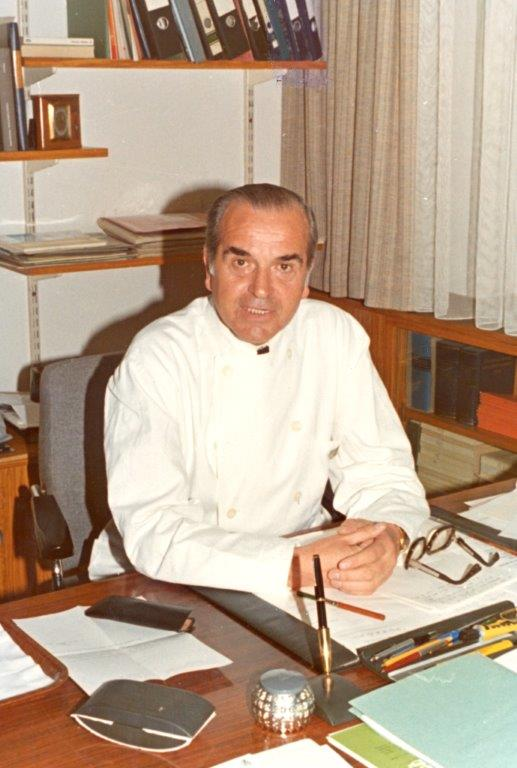
David Haunfelder 1972

David Haunfelder (* 21. März 1912 in Roth/Nbg., Bayern, Deutschland; † 19. November 1989 in Münster) war ein deutscher Zahnmediziner und Hochschullehrer.

## Leben

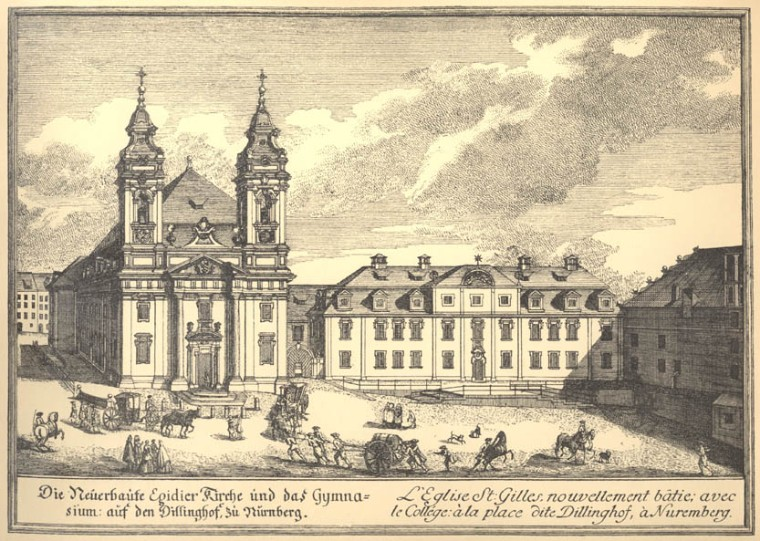
Melanchthon-Gymnasium mit Egidienkirche in Nürnberg

David Haunfelder, Sohn des Dentisten David Haunfelder aus Roth bei Nürnberg, entstammte einem katholischen Elternhaus. Er legte 1932 die Reifeprüfung in Nürnberg am Egidiengymnasium ab, das 1933 in Melanchthon-Gymnasium umbenannt wurde. Zum 1. Mai 1933 trat er der NSDAP bei und schloss sich im selben Jahr der SA an. Er wandte sich danach dem Studium der Zahnmedizin an der Universität Würzburg zu, das er 1936 mit dem Erwerb des akademischen Grades eines Doktors der Zahnmedizin abschloss. Während seines Studiums wurde er 1932 Mitglied der Burschenschaft Germania zu Würzburg. Einige Assistentenjahre schlossen sich an, in denen er bis Ende 1941 noch ein Zweitstudium in Humanmedizin absolvierte. Am 11. April 1942 heiratete er in Neuwied Lieselotte Busch. Schon zuvor, am 15. Januar 1942, war er zur deutschen Wehrmacht eingezogen worden. Er geriet nach Einsätzen in Reserve-Lazaretten, als Hilfsarzt und als Truppenarzt 1945 in der Tschechoslowakei in russische Gefangenschaft, aus der er 1949 zurückkehrte.
Ab 1949 absolvierte David Haunfelder weitere Assistenzarztjahre bei seinem akademischen Lehrer, dem aus Wien stammenden Direktor der Zahn-, Mund- und Kieferklinik in Würzburg, Hermann Wolf – vom Herbst 1949 bis Oktober 1956 als erster Assistent. 1951 erfolgten seine Promotion zum Dr. med und 1952 die Anerkennung als Facharzt für Zahn-, Mund- und Kieferheilkunde. Er habilitierte sich 1953. Im Jahr darauf wurde er Oberassistent. Ab 1959 war er außerplanmäßiger Professor und verwaltete 1962/63 kommissarisch den Lehrstuhl für Kieferchirurgie.
Im Januar 1963 wurde David Haunfelder auf das Ordinariat für Zahn-, Mund- und Kieferheilkunde an der Medizinischen Fakultät der Universität des Saarlandes in Homburg berufen. Bereits Ende 1965 erhielt er den Ruf an die Westfälische Wilhelms-Universität nach Münster und wurde zum ordentlichen Professor und zum Direktor der Universitäts-Poliklinik und Klinik für Zahn-, Mund- und Kieferkrankheiten bestellt. Seinen Dienst trat er im September 1966 an. 1979 wurde er emeritiert.
Der Ehe mit Lieselotte Busch (1920–2003), einer Urgroßnichte des preußischen Kulturpolitikers Friedrich Althoff, entstammen die Tochter Dagmar und der Sohn Bernd.

## Wissenschaftliche Leistungen

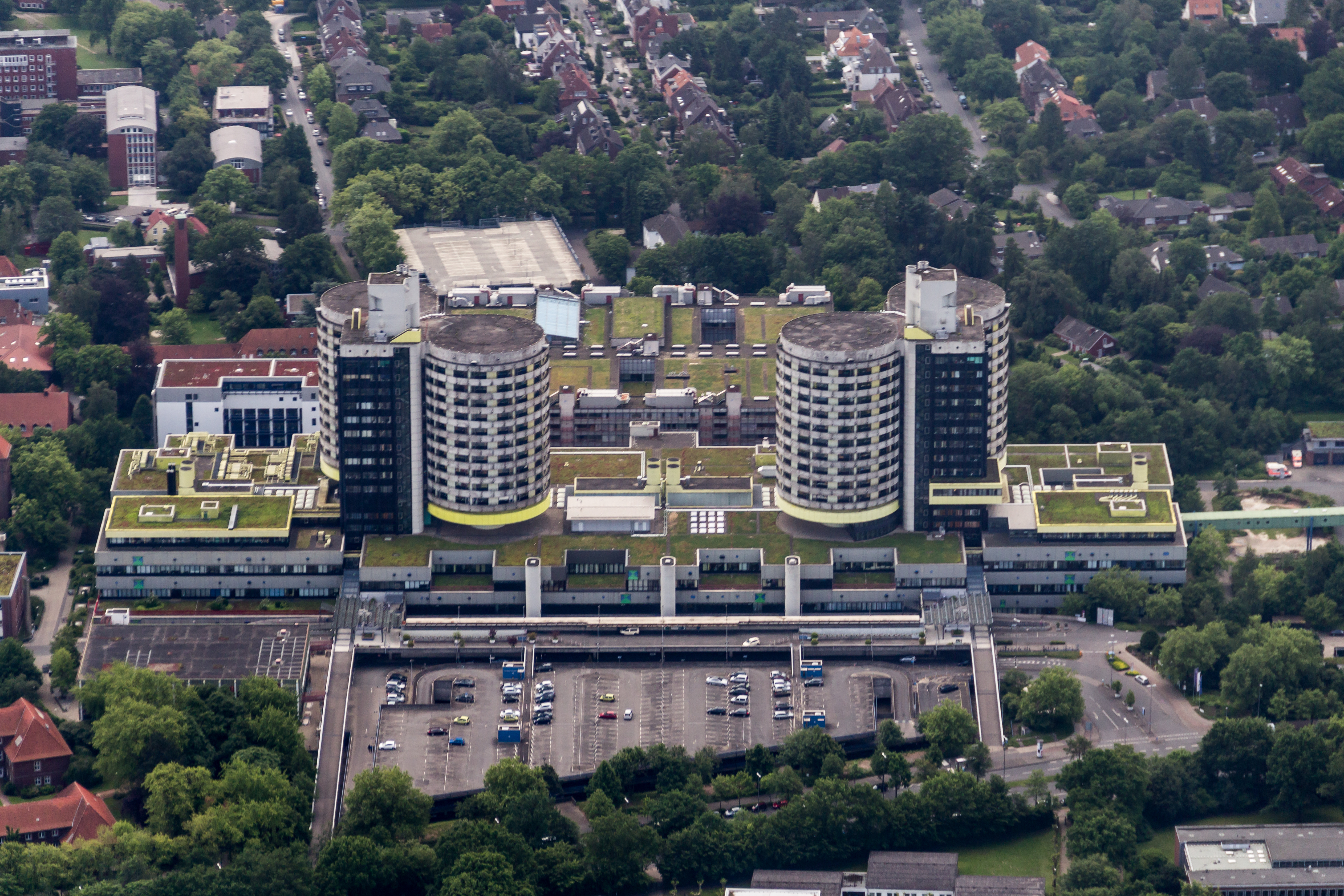
Universitätsklinikum Münster

Der bedeutende Zahnmediziner war Autor zahlreicher zahnmedizinischer Veröffentlichungen. Darunter ist vor allem zu nennen: Die mit Lorenz Hupfauf, Werner Ketterl und Gottfried Schmuth in drei Auflagen herausgegebene und in alle Weltsprachen übersetzte mehrbändige Edition Praxis der Zahnheilkunde. Sie ist weltweit eines der zahnmedizinischen Standardwerke, das die gesamte Bandbreite des Fachs Zahnmedizin umfasst.
Dazu publizierte Haunfelder umfangreich in deutschen und ausländischen Fachzeitschriften. Er war zudem Wegbereiter der erstmals an der Universität Münster in der gesamten Fachbreite eingeführten und später auch an anderen Universitäten praktizierten internen Aufgliederung der einzelnen Fachgebiete der Zahnmedizin: Prothetik, Chirurgie, Zahnerhaltung und Kieferorthopädie. Dafür wurden eigene Lehrstühle eingerichtet. Unter anderem wurde in Münster auch der erste deutsche Lehrstuhl für Parodontologie geschaffen.

## Mitgliedschaften
- 1969–1973 Vorsitzender der Arbeitsgemeinschaft für Kieferchirurgie innerhalb der Deutschen Gesellschaft für Zahn-, Mund- und Kieferheilkunde;
- Ab 1984 Ehrenmitglied der Deutschen Gesellschaft für Zahn-, Mund- und Kieferheilkunde;
- 1965–1967 Vorsitzender der Vereinigung der Hochschullehrer für Zahn-, Mund- und Kieferheilkunde;
- 1967–1980 Mitglied des Wehrmedizinischen Beirats beim Bundesministerium der Verteidigung;
- 1967–1980 Vorsitzender der Westfälischen Gesellschaft für Zahn-, Mund- und Kieferheilkunde;
- 1971 Mitbegründer und 1971–1985 Vorsitzender der „Einrichtung zur Erforschung und Finanzierung zahnmedizinischer Behandlung geistig und körperlich behinderter Kinder“.

## Ehrungen
- 1977 Ehrennadel der Deutschen Zahnärzteschaft;
- 1983 „Hermann-Euler-Medaille“ der Deutschen Gesellschaft für Zahn-, Mund- und Kieferheilkunde;
- 1985 Bundesverdienstkreuz am Bande

## Publikationen (Auswahl)
- mit Lorenz Hupfauf, Werner Ketterl und Gottfried Schmuth: Praxis der Zahnheilkunde, mehrere Teilbände und Auflagen.
- mit Hermann Wolf: Zahnärztliche Mundchirurgie für Studierende der Zahnheilkunde, in: Band 5 von Zahnärztlich-studentische Fachbücherei, Berlinische Verlagsanstalt, Berlin 1960.